# Loewe (moda)
Loewe (/ˈl oʊɛv/, in spagnolo: [loˈeβe]) (stilizzato come LOEWE) è una casa di moda di lusso spagnola specializzata in pelletteria, abbigliamento, profumi e altri accessori di moda.
Loewe è stata fondata nel 1846 da un gruppo di artigiani della pelle di Madrid e da Enrique Loewe, un commerciante originario dell'Assia.
All'inizio del XX secolo la regina Vittoria Eugenia divenne una cliente abituale e nel 1905, Alfonso XIII concesse loro il privilegio di divenire fornitore della casa reale di Spagna. L'azienda crebbe rapidamente in popolarità e i suoi prodotti vennero usati da personaggi come Ernest Hemingway, Ava Gardner, Rita Hayworth, Marlene Dietrich e Sophia Loren.
Negli anni '70 Loewe si stava espandendo nel settore dei profumi e della moda e sia Giorgio Armani che Laura Biagiotti hanno disegnato le collezioni donna di Loewe. Nel 1996 LVMH ha acquistato i diritti per la distribuzione internazionale di Loewe, per poi acquisirla completamente nel 1996. Nel 1997 Narciso Rodriguez è entrato a far parte dell'azienda come nuovo direttore creativo e il marchio ha organizzato la sua prima sfilata parigina presso la sede di LVMH nella stagione autunno/inverno 1998.
A Rodriguez successero José Enrique Oña Selfa (2000-2007) e Stuart Vevers (2008-2013), che ridimensionò il brand concentrandolo sulle borse, l'abbigliamento in pelle e un'importante attività di regalo basata su cornici e scatole di pelle. Dal 2013 Jonathan Anderson è diventato il direttore creativo di Loewe e le sue prime collezioni prêt-à-porter sono state presentate nel 2014.
Dal 2014 la sede di Loewe, compreso il team di progettazione che in precedenza aveva sede a Madrid, si è spostato a Parigi in Place Saint-Sulpice anche se la produzione, in particolare di pelletteria, avviene a Barcellona e Getafe.
La regina madre Sofia è stata vista più volte indossare borse Loewe, così come la regina Letizia.